# One Night (album Elvisa Presleya)
One Night – album na żywo Elvisa Presleya, składający się z koncertu z 24 czerwca 1977 r. z Madison w Wisconsin. Ostatni raz wtedy fani mogli usłyszeć na żywo One Night oraz Love Me Tender.

## Lista utworów
1. "2001 Theme"
2. "C.C. Rider"
3. "I Got a Woman – Amen"
4. "Love Me"
5. "If You Love Me "
6. "You Gave Me a Mountain"
7. "Jailhouse Rock"
8. "’O sole mio – It’s Now or Never"
9. "One Night" (inc.)
10. "Teddy Bear – Don’t Be Cruel"
11. "And I Love You So"
12. "Love Me Tender"
13. "Band Introductions"
14. "I Really Don’t Want to Know"
15. "Hound Dog"
16. "Elvis introduces Vernon Presley"
17. "Can’t Help Falling in Love"
18. "Closing Theme"